# 소가와촌 (와카야마현)
소가와촌(寒川村)은 와카야마현 히다카군에 설치되었던 촌이다. 현재의 히다카가와정에 해당한다.

## 역사
- 1889년 4월 1일 - 정촌제 시행에 의해 2촌의 구역을 가지고 성립하였다.
- 1956년 3월 31일 - 가와카미촌과 합병해 새로운 류진촌이 성립하여, 동일 소가와촌은 폐지되었다.

## 참고문헌
- 角川日本地名大辞典 30 和歌山県